# Gurgesiella dorsalifera
Gurgesiella dorsalifera es una especie de pez de la familia de los Rajidae en el orden de los Rajiformes.

## Morfología
Los machos pueden llegar a alcanzar los 53 cm de longitud total.

## Reproducción
Es ovíparo y las hembras ponen huevos envueltos en una cápsula córnea.

## Hábitat
Es un pez marino y de aguas profundas que vive entre 470-800 m de profundidad.

## Alimentación
Come peces y crustáceos. 

## Distribución geográfica
Se encuentra en el Océano Atlántico suroccidental: el Brasil (desde Río de Janeiro hasta Rio Grande do Sul ).